# Yakovlev Yak-7
El Yakovlev Yak-7 (en ruso: Як-7) fue un caza monomotor de ala baja fabricado por la oficina de diseño soviética Yakovlev durante los años 40 a partir del Yakovlev Yak-1, aunque inicialmente estaba diseñado como avión de entrenamiento. Entró en servicio en la Fuerza Aérea Soviética, con la que participó en la Segunda Guerra Mundial, donde demostró ser un avión muy capaz y fiable para la tripulación.

## Diseño y desarrollo

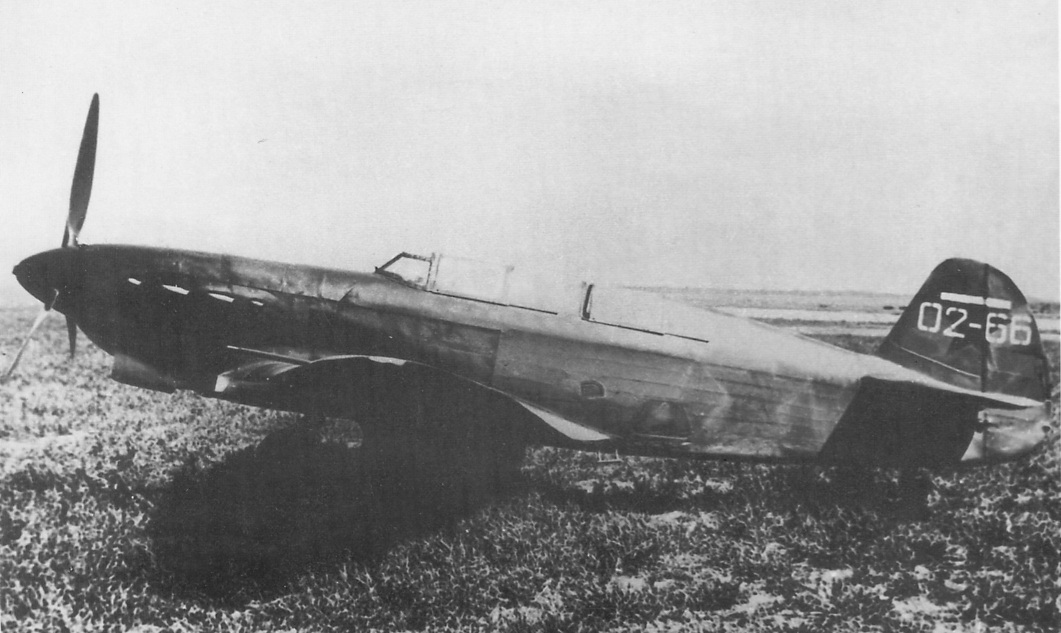
Avión de entrenamiento Yak-7V

En 1939, Alexander Yakovlev diseñó un avión avanzado de entrenamiento con varios asientos, originalmente designado "I-27" y después "UTI-26", que fue ofrecido durante mucho tiempo, junto con el original I-26, como propuesta que, posteriormente, se convertiría en el Yakovlev Yak-1. El "UTI" (Uchebno Trenirovochnyi Istrebitel, "Caza de entrenamiento") fue ideado para dar al piloto experiencia de entrenamiento en una aeronave de alto rendimiento antes de su trasformación en un caza. Con la fase de desarrollo iniciada en 1940, el UTI-26 se diferenciaba de su predecesor en la mayor envergadura del ala, siendo ésta notablemente desplazada hacia atrás de la nave; tenía también dos cabinas con doble control y un primitivo sistema de comunicación. Estaba armado con una única ametralladora de calibre 7.62 mm ShKAS en el motor frontal, generalmente para uso en entrenamiento, pero Yakovlev concibió en ella una aeronave multipropósito que podía hasta llevar pequeñas cargas al frente. 
El primer avión de producción, conocido como Yak-7UTI, conservaba un tren de aterrizaje retráctil pero, al inicio del verano de 1941 fue introducida una variante de tren fijo, el Yak-7V (familiarmente Vyvozoni). La factoría justificó que la producción sería simplificada y que las prestaciones reducidas no serían perjudiciales para un entrenador. El Yak-7UTI y Yak-7V estaban  también equipados con esquíes para operaciones invernales sobre nieve y hielo.
Un equipo de la factoría, a iniciativa propia, convirtió un antiguo Yak-7UTI en un caza "pesado", con dos ametralladoras ShKAS de calibre 7,62 mm en el frente, y un cañón ShVAK de calibre 20 mm disparado a través de la hélice, además de capacidad de carga para seis cohetes RS-82 bajo las alas. Asimismo, le fue añadido un armazón más resistente a la cabina del piloto y a los tanques de gasolina. La cabina trasera también fue modificada, de tal forma que se pudo agregar un segundo asiento (sin controles de mando) y más capacidad para transporte u otro tanque de combustible para mayor autonomía. El espacio adicional podía, también, albergar bombas. A pesar de que Yakovlev, inicialmente, no estaba convencido con el resultado, el caza Yak-7 demostró ser equiparable al Yak-1 en todo su rendimiento, aunque no tan maniobrable. Con la aprobación de la Fuerza Aérea Soviética, el Yak-7 fue introducido en la línea de producción y el primer lote de 60 cazas estuvieron operativos en los escuadrones para fines de 1941.

## Variantes

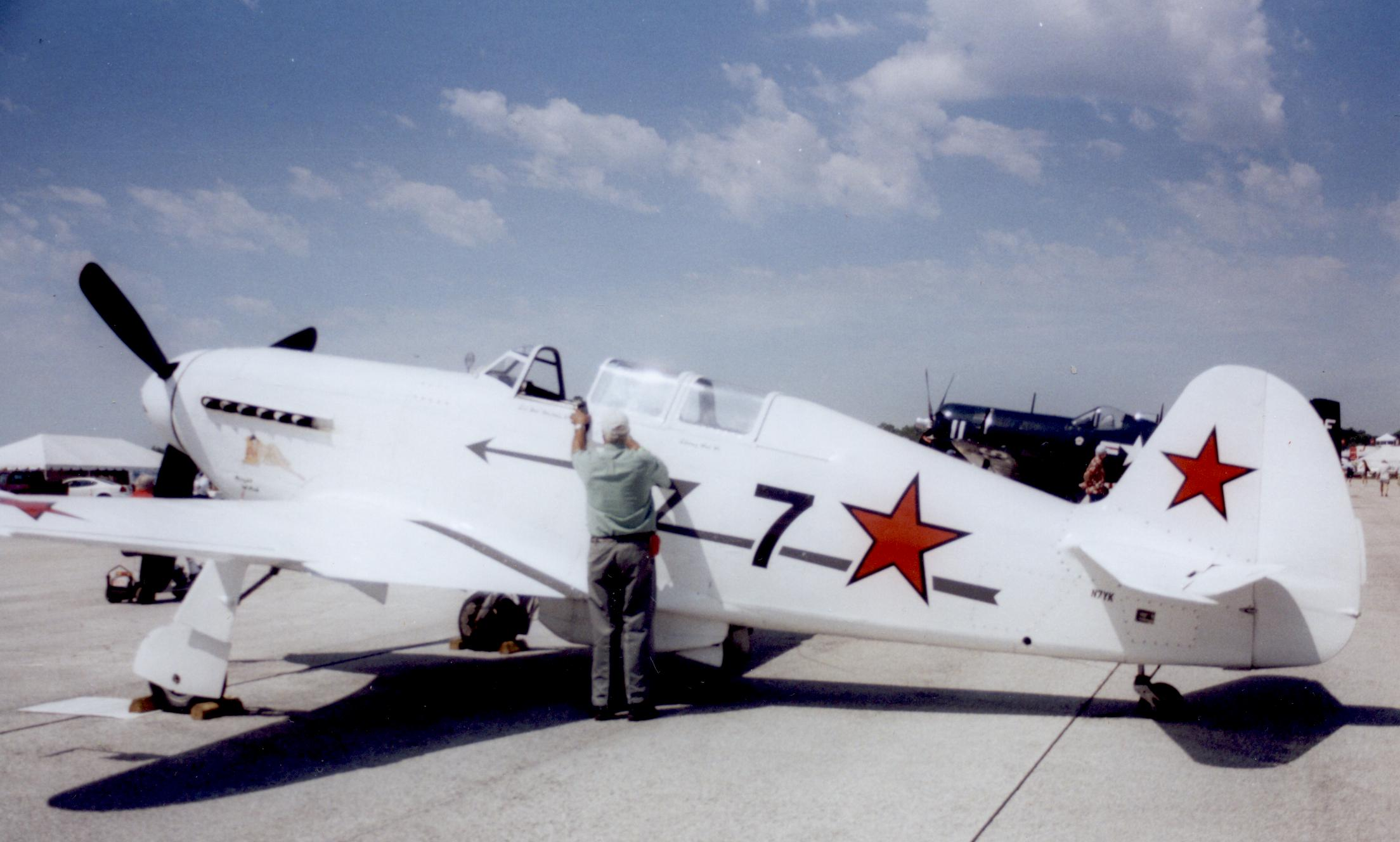
LET C-11 modificado a Yak-7, Lakeland, Florida, abril de 2007.

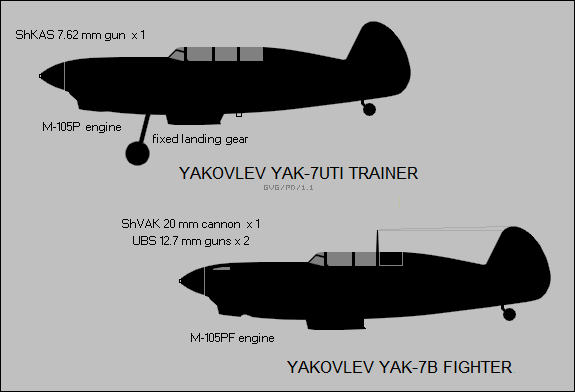

Ya-27
Prototipo biplaza convertido a partir de un I-26 de preproducción.
Yak-7
Biplaza de entrenamiento. Fue producido en reducido número.
Yak-7UTI
Versión inicial biplaza de comunicacíones y entrenador.
Yak-7V (UTI-26, vyvoznoy)
Designación definitiva para el tipo biplaza Se construyeron 1500 unidades.
Yak-7A
Versión de serie del caza monoplaza con motor M-105Pde 1050 CV; la cabina trasera había sido eliminada y carenada; alas puntiagudas de 10,25 m de envergadura.
Yak-7B
Versión mejorada del Yak-7A (envergadura reducida a 10 m, tren de aterrizaje simplificado, mejor equipamiento), fueron construidas alrededor de 5000 unidades.
Yak-7D
Versión experimental con alas de madera (los largueros eran metálicos) y mayor capacidad de combustible.
Yak-7K
Conversión de campaña (en 1944) en transportes VIP con una cabina trasera realmente confortable; varias conversiones.
Yak-7PVRD
Experimental - tenía dos estatorreactores DM-4C fijados en soportes subalares; la velocidad máxima se incrementó en unos 90 km/h; construidas dos unidades.
Yak-7DI
Predecesor directo del Yakovlev Yak-9.
Yak-7R
Proyecto de avión de propulsión con una turbina de combustible líquido y dos estatorreactores.
Yak-7R
Versión jet del Yak-7 con motor Junkers Jumo 004. Se cree haber sido construido en Tbilisi para volar sobre la Plaza Roja durante un desfile en 1947.
Yak-7R
Yak-3 con motores Junkers Jumo 004. La construcción comenzó no más tarde de 1945. Primer vuelo posiblemente en 1946.
Yak-7T
Dos unidades para probar cañones pesados montados entre los cilindros del motor, previstos como contracarros; uno con un NS-37 y otro con un NS-45 de 37 mm y 45 mm de calibre, respectivamente.

## Operadores
Francia
- Fuerza Aérea Francesa Libre: algunas unidades en el escuadrón de caza Normandie-Niemen.

 Bulgaria
- Fuerza Aérea Búlgara: operó 3 Yak-7V.

 Hungría
- Fuerza Aérea Húngara: operó 1 Yak-7V por su similitud con el caza Yak-9.

 Mongolia
- Fuerza Aérea Popular Mongola: operó algunas unidades como entrenadores.

 Polonia
- Fuerza Aérea Polaca: operó unos pocos Yak-7Bs para entrenamiento en el Primer Regimiento de Cazas "Warszawa". Muchos Yak-7Vs fueron usados para entrenamiento. El Yak-7s fue operado por la Fuerza Aeérea Polaca desde septiembre de 1943 hasta el 23 de septiembre de 1946.

 Unión Soviética
- Fuerza Aérea Soviética

 Yugoslavia
- Fuerza Aérea Yugoslava: operó dos Yak-7V.

## Historia operacional
El Yak-7 demostró ser un efectivo caza de apoyo cercano, aunque que los primeros modelos biplaza eran considerados muy pesados en su parte delantera y, en consecuencia, la fábrica introdujo un tanque de combustible trasero extra. Los pilotos se quejaban debido a la vulnerabilidad del tanque trasero cuando éste fue desprotegido, por lo que, generalmente, se prescidía de él en combate. Se realizaron constantes modificaciones en su diseño basadas en observaciones de combate incluyendo una definitiva versión monoplaza, el Yak-7B, que fue producida en gran número.
Después de la (Segunda Guerra Mundial), algunos Yak-7V de entrenamiento fueron destinados a los Polos y un Yak-7V fue entregado a los Húngaros por su similitud con el Yak-9.

## Especificaciones (Yak-7)
Características generales
- Tripulación: 1
- Longitud: 8,50 m
- Envergadura: 10 m
- Altura: 2,75 m
- Superficie alar: 17,2 m²
- Peso en vacío: 2477 kg
- Peso máximo al despegue: 2960 kg

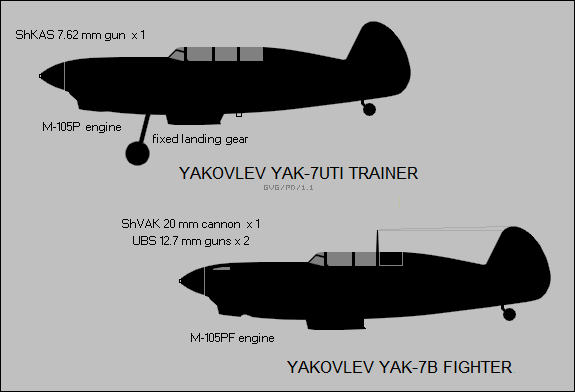

- Planta motriz: motor de pistones Klimov M-105

Rendimiento
- Potencia: 783 kW
- Velocidad máxima: 560 km/h
- Alcance: 643 km
- Techo de vuelo: 9250 m
- Régimen de ascenso:12 m/s
- Factor de carga: 172,6 kg/m²
- Potencia promedio por kilogramo: 0,26 kW/kg

Armamento
- 1 × cañón automático ShVAK de 20 mm
- 2 × ametralladoras ShKAS de 12.7
 mm

### Desarrollos relacionados
- Yakovlev Yak-1
- Yakovlev Yak-3
- Yakovlev Yak-9

### Secuencias de designación
- Aviones de caza de Yakovlev: Yak-1 • Yak-3 • Yak-7 • Yak-9 • Yak-15 • Yak-17 • Yak-23 • Yak-25 • Yak-28 • Yak-38

### Listas relacionadas
- Anexo:Cazas de la Segunda Guerra Mundial